# Stratford (Nou Hampshire)
Stratford és una població dels Estats Units a l'estat de Nou Hampshire. Segons el cens del 2000 tenia 942 habitants.

## Demografia
Segons el cens del 2000, Stratford tenia 942 habitants, 397 habitatges, i 235 famílies. La densitat de població era de 4,6 habitants per km².
Dels 397 habitatges en un 26,7% hi vivien nens de menys de 18 anys, en un 42,6% hi vivien parelles casades, en un 12,1% dones solteres, i en un 40,8% no eren unitats familiars. En el 32% dels habitatges hi vivien persones soles el 10,8% de les quals corresponia a persones de 65 anys o més que vivien soles. El nombre mitjà de persones vivint en cada habitatge era de 2,37 i el nombre mitjà de persones que vivien en cada família era de 3,03.
Per edats la població es repartia de la següent manera: un 23,8% tenia menys de 18 anys, un 9% entre 18 i 24, un 24,3% entre 25 i 44, un 30,1% de 45 a 60 i un 12,7% 65 anys o més.
L'edat mediana era de 40 anys. Per cada 100 dones de 18 o més anys hi havia 88,5 homes.
La renda mediana per habitatge era de 28.594$ i la renda mediana per família de 33.295$. Els homes tenien una renda mediana de 29.375$ mentre que les dones 21.488$. La renda per capita de la població era de 13.783$. Entorn del 10,7% de les famílies i el 14,3% de la població estaven per davall del llindar de pobresa.